# Jerzy Kiwerski
Jerzy Edward Kiwerski (ur. 24 czerwca 1937 w Warszawie, zm. 6 lutego 2024) – polski lekarz ortopeda, profesor zwyczajny, doktor habilitowany nauk medycznych, rektor Wyższej Szkoły Rehabilitacji w Warszawie, konsultant Oddziału Rehabilitacji, a także były dyrektor Stołecznego Centrum Rehabilitacji, konsultant Centrum Kompleksowej Rehabilitacji, światowej sławy specjalista w dziedzinie ortopedii, traumatologii i rehabilitacji.

## Życiorys
Profesor Jerzy Kiwerski urodził się 24 czerwca 1937 w rodzinie inteligenckiej w Warszawie, w 1954 ukończył naukę w Gimnazjum Wojciecha Górskiego. W 1955 rozpoczął studia lekarskie w Szczecinie, w Pomorskiej Akademii Medycznej. Dyplom ukończenia studiów uzyskał w 1963. W trakcie trwania nauki (w latach 1954-1962) pracował w Zakładzie Anatomii Prawidłowej Pomorskiej Akademii Medycznej, początkowo jako laborant, a następnie na etacie zastępcy asystenta. W 1962 rozpoczął pracę w Zakładzie Anatomii Patologicznej Instytutu Matki i Dziecka w Warszawie na stanowisku asystenta. W latach 1963–1964 odbył staż podyplomowy w Szpitalu Czerniakowskim, a także w Instytucie Matki i Dziecka.
Po odbyciu staży podyplomowych, zgodnie z zainteresowaniami klinicznymi 1 stycznia 1965 rozpoczął pracę w Stołecznym Centrum Rehabilitacji w Konstancinie. Bardzo szybko dał się poznać jako lekarz ze szczególnymi zainteresowaniami naukowymi i dydaktycznymi. W 1967 podówczas Docent Marian Weiss zatrudnił go w nowo powstałej na bazie STOCER Klinice Rehabilitacji Akademii Medycznej. W latach 1967–1977 zostawał kolejno asystentem, starszym asystentem i adiunktem Kliniki. W 1967 po zdaniu odpowiednich egzaminów uzyskał pierwszy stopień, a w 1969 drugi stopień specjalizacji w zakresie rehabilitacji. Jego zainteresowania chirurgią spowodowały, że specjalizował się w ortopedii i traumatologii, uzyskując tytuł specjalisty pierwszego stopnia w 1971, natomiast w 1974 zdobył tytuł drugiego stopnia z ortopedii i traumatologii.
W 1971 bronił pracy doktorskiej pod tytułem: "Postrzałowe uszkodzenia nerwów obwodowych", a w 1975 uzyskał stopień doktora habilitowanego na podstawie pracy "Próby zwiększania przydatności ręki tetraplegika drogą stosowania przeszczepów nerwów i stymulatorów implantowanych". 5 lipca 1984 Uchwałą Rady Państwa otrzymał tytuł profesora nadzwyczajnego. 16 lutego 1999 otrzymał nominację Ministra Zdrowia na stanowisko profesora zwyczajnego w Akademii Medycznej w Warszawie.
Profesor Jerzy Kiwerski od 1981 do 2007 był Kierownikiem Katedry i Kliniki Rehabilitacji Akademii Medycznej w Warszawie, a w latach 1991–1998 równolegle Naczelnym Dyrektorem Centrum Rehabilitacji im. Prof. Mariana Weissa. W okresie od 1973 do 1999 pełnił funkcję ordynatora oddziału neuroortopedycznego Centrum Rehabilitacji w Konstancinie. Oddział, który prowadził był jedynym tego rodzaju w kraju – zajmował się kompleksowym leczeniem chorych po urazie kręgosłupa.
W latach 1987–1991 był członkiem Krajowego Zespołu Specjalistycznego w dziedzinie rehabilitacji, a także konsultantem regionalnym do spraw rehabilitacji. Od 1982 do 2002 był specjalistą wojewódzkim, dla województwa stołecznego do spraw rehabilitacji. W latach 1981–1990 był kierownikiem programu resortowego MZXII "Rehabilitacja". W latach 2002–2008 piastował funkcję konsultanta krajowego w dziedzinie rehabilitacji medycznej.
Profesor Jerzy Kiwerski od 2007 był rektorem Wyższej Szkoły Rehabilitacji w Warszawie, a także prowadził wykłady i seminaria w Zakładzie Rehabilitacji Oddziału Fizjoterapii II Wydziału Lekarskiego Warszawskiego Uniwersytetu Medycznego.
Od 1965 pracował również w Stołecznym Centrum Rehabilitacji w Konstancinie i pełnił funkcję konsultanta Oddziału Rehabilitacji.

## Dorobek naukowy
- Ponad 700 prac publikowanych (w tym 100 obcojęzycznych), 520 wygłoszonych referatów (w tym 110 obcojęzycznych);
- Autorstwo, redakcja lub współredakcja 28 podręczników, monografii;
- Ponad 500 referatów wygłoszonych na kongresach i sympozjach krajowych i zagranicznych[5].

### Najważniejsze osiągnięcia naukowe
- Wyjaśnienie mechanizmu urazu nerwu obwodowego w jamie postrzałowej;
- Elektrodiagnostyka uszkodzeń rdzenia kręgowego;
- Wykorzystanie funkcjonalnej stymulacji rdzenia kręgowego do wymuszenia użytecznej funkcji porażonej ręki;
- Przywrócenie prostej funkcji porażonej ręki przez przeszczep nerwu mięśniowo-skórnego na nerw pośrodkowy;
- Wprowadzenie w Polsce stabilizacji złamanego zęba kręgu obrotowego śrubą dociskową;
- Wprowadzenie wszczepów z ceramiki korundowej w chirurgii kręgosłupa;
- Opracowanie kompleksowej metody leczenia uszkodzeń rdzenia kręgowego;
- Recenzowanie ponad 180 projektów naukowych (KBN, MNiSW)[6].

## Dorobek dydaktyczny
- Promowanie 4 habilitacji, 28 doktoratów, ponad 120 prac magisterskich i 230 prac licencjackich;
- Recenzowanie 32 prac habilitacyjnych, 44 doktoratów oraz około 150 prac magisterskich, a także 30 wniosków o nadanie tytułu profesora i jednego o nadanie tytułu doktora honoris causa;
- Recenzowanie około 450 prac do periodyków (udział w pracach 15 Komitetów Redakcyjnych, w tym 5 zagranicznych);
- Kierowanie blisko 90 specjalizacjami lekarskimi w zakresie rehabilitacji i chirurgii urazowej;
- 30 lat dydaktyki podyplomowej na kursach specjalizacyjnych i atestacyjnych do egzaminu państwowego z rehabilitacji medycznej;
- Organizowanie egzaminów specjalizacyjnych i przewodnictwo komisjom egzaminacyjnym;
- 50 lat wykładów i seminariów oraz ćwiczeń klinicznych w zakresie rehabilitacji medycznej dla studentów WUM, AWF i WSR[7].

## Przynależność do towarzystw naukowych
- Członek, założyciel oraz Prezes Polskiego Towarzystwa Rehabilitacji (1992 – 1998 r.), członek honorowy Towarzystwa – od 2002 r.;
- Członek i założyciel Polskiego Towarzystwa Inżynierii Biomedycznej, Vice Przewodniczący Zarządu Głównego – 2010 r.;
- Vice Przewodniczący (1996-1999 r.), a następnie Przewodniczący (1999 – 2007 r.) Komitetu Rehabilitacji, Kultury Fizycznej i Integracji Społecznej Polskiej Akademii Nauk;
- Członek Komitetu Biocybernetyki i Inżynierii Biomedycznej Polskiej Akademii Nauk – od 1993 r.;
- Wieloletni członek Polskiego Towarzystwa Ortopedów i Traumatologów, dwukrotnie Vice Przewodniczący, dwukrotnie Przewodniczący Sekcji Spondyloortopedii PTOiT;
- Członek założyciel Polskiego Towarzystwa Biomechaniki oraz Polskiego Towarzystwa Inżynierii Medycznej;
- Członek założyciel Polskiego Towarzystwa Rehabilitacji Neurologicznej, członek Zarządu;
- Ekspert Narodowego Centrum Badań i Rozwoju - od 2012 r.;
- Przedstawiciel Polski w European Board of Physical Medicine and Rehabilitation (1998 – 2008 r.);
- Członek International Society of Paraplegia, Spine Society of Europe;
- Członek Research Board of the American Biographical Institute – 2001 r.;
- Członek Komitetów Redakcyjnych wielu (12) fachowych periodyków;
- Cytowany w licznych międzynarodowych wydawnictwach biograficznych;
- Man of the Year 2001, Man of the Year 2004, Man of the Year 2005 (ABI);
- Członek wielu innych krajowych i międzynarodowych Towarzystw[8].

## Odznaczenia i wyróżnienia
- Krzyż Oficerski Orderu Odrodzenia Polski (2015)[9];
- Krzyż Kawalerski Orderu Odrodzenia Polski (1979);
- Złoty Krzyż Zasługi (1974);
- Medal Komisji Edukacji Narodowej (2010);
- Odznaka honorowa „Za wzorową pracę w służbie zdrowia” (1982);
- Odznaka honorowa „Za Zasługi dla Warszawy” (1979);
- Medal Pro Masovia (2013);
- Medal im. Adama Grucy (1994);
- Złota Odznaka Towarzystwa Walki z Kalectwem;
- Złota Odznaka Polskiego Towarzystwa Fizjoterapii;
- Odznaka Zasłużony dla Polskiej Ortopedii i Traumatologii (2013);
- Medal 50-lecia Akademii Medycznej w Warszawie;
- Medal 50-lecia Polskiej Akademii Nauk;
- Nagroda Ministra Zdrowia I stopnia (1975 i 1982 – zespołowe, 1976, 1981, 1989 i 1994 – indywidualne);
- Nagroda Prezydenta Warszawy (1980);
- 10 nagród I i II stopnia JM Rektora i inne.